# 马扎尔松博特福
马扎尔松博特福（匈牙利語：Magyarszombatfa）是匈牙利沃什州所辖的一个村，总面积15.94平方公里，总人口278，人口密度17.4人/平方公里（2010年1月1日）。